# VIIIe siècle en poésie

## Asie de l'Est

### Événements
- Au cours de la dynastie Tang, la poésie chinoise se développe dans ce qui est maintenant considéré comme le style caractéristique connu sous le nom poésie Tang (en), illustrée par les pièces de Li Bai et Du Fu.
- Apparition de la poésie japonaise ; les premières anthologies impériales de poésie sont compilées

### Poètes chinois
- Wang Wei (701-761), poète de la dynastie Tang, musicien, peintre et homme d'État
- Li Bai (701-762), poète membre des « huit immortels de la coupe de vin »
- Cui Hao (704-754), poète en particulier des femmes, des avant-postes frontaliers, et des paysages naturels
- Du Fu (712-770), poète surtout des sujets historiques
- Wei Yingwu (737-792), poète dont les œuvres sont incluses dans les trois cents poèmes des Tang
- Quan Deyu (759-818), chancelier de la dynastie Tang et poète
- Han Yu (768-824), précurseur du néo-confucianisme, essayiste et poète
- Xue Tao (768-831), poétesse
- Bai Juyi (772-846), poète de la dynastie Tang, écrit des poèmes sur le thème de ses responsabilités en tant que gouverneur, reconnu aussi bien au Japon
- Liu Yuxi (772-842), poète, philosophe et essayiste
- Liu Zongyuan (773-819), écrivain et poète
- Jia Dao (779-843), poète du gushi et du jintishi lyrique
- Yuan Zhen (779-831), écrivain et poète du milieu de la dynastie Tang, connu pour sa Biographie de Yingying
- Li He (790-816), poète de la fin de la dynastie Tang, connu pour style non conventionnel et imaginatif
- Lu Tong (790-835), poète de la fin de la dynastie Tang, connu pour ses poèmes consacrés au thé

### Poètes japonais
- Abe no Nakamaro 阿倍仲麻呂 (c. 698 - c. 770), érudit, administrateur et poète waka de l'époque de Nara (surnom : Abe)
- Fujiwara no Hamanari 藤原 浜成 (724-790), poète et noble de l'époque de Nara; surtout connu pour le Kakyō Hyōshiki, plus ancienne pièce existante de la critique poétique japonaise, dans laquelle il tente d'appliquer les règles phonétiques de la poésie chinoise à la poésie japonaise; fils de Fujiwara no Maro
- Fujiwara no Sadakata 藤原定方, aussi appelé Sanjo Udaijin 三条右大臣 (873-932), père du poète Asatada, cousin et beau-père de Kanesuke; un de ses poèmes figure dans l'anthologie Hyakunin Isshu
- Kakinomoto no Hitomaro 柿本 人麻呂 (c. 662-710), poète de la fin de la période Asuka, noble et fonctionnaire; poète le plus important de l'anthologie Man'yōshū
- Dame Kasa 笠女郎 (fl. début du VIIIe siècle), poétesse waka
- Kūkai 空海, également connu à titre posthume sous le nomKōbō-Daishi 弘法大師 (774-835), bhikkhu (moine), lettré, poète et artiste fondateur de l'école Shingon or « Vrai mots » du bouddhisme, les adeptes de cette école se réfèrent généralement à lui par le titre honorifique « Odaishisama » お大師様
- Impératrice Jitō 持統天皇 (645-703; 702 dans le calendrier luni-solaire utilisé au Japon jusqu'en 1873), 41e dirigeant impérial, quatrième impératrice et poétesse
- Ōtomo no Sakanoe no Iratsume (c. 700-750), poétesse du début de l'époque de Nara; membre du clan Ōtomo; 79 de ses poèmes figurent dans l'anthologie Man'yōshū(surnom : Ōtomo)
- Ōtomo no Tabito 大伴旅人 (c. 662-731) poète surtout connu pour être le père d'Ōtomo no Yakamochi; tous deux contribuent à la compilation de l'anthologie Man'yōshū; membre du prestigieux clan Ōtomo; sert comme gouverneur général de Dazaifu, le parquet militaire dans le nord de Kyūshū, à partir de 728-730
- Ōtomo no Yakamochi 大伴家持 (c. 718-785), homme d'État de l'époque de Nara et poète waka; un des Trente-six poètes immortels; membre du clan Ōtomo; fils d'Ōtomo no Tabito, frère ainé d'Ōtomo no Kakimochi et neveu d'Ōtomo no Sakanoe no Iratsume
- Sami Mansei 沙弥満誓 (« Mansei le novice »), nom séculier est Kasa no Ason Maro (fl. circa 720), poète et prêtre bouddhiste; membre du cercle littéraire d'Ōtomo no Tabito; certains de ses poèmes figurent dans l'anthologie Man'yōshū
- Yamabe no Akahito 山部赤人 ou 山邊赤人 (700-736), poète de l'époque de Nara Dont  13 chōka (poèmes longs) et 37 tanka (poèmes courts) figurent dans l'anthologie Man'yōshū; a été appelé le kami de la poésie et Waka Nisei avec Kakinomoto no Hitomaro; un des trente-six grands poètes
- Yamanoue no Okura 山上 憶良 (660-733), surtout connu pour ses poèmes d'enfants et de roturiers; a des poèmes dans le Man'yōshū
- Ōtomo no Sakanoe no Iratsume (c. 700-750), poétesse du début de l'époque de Nara; membre du clan Ōtomo; 79 de ses poèmes figurent dans le Man'yōshū

### Ouvrages
- 759? Man'yōshū, première anthologie de poésie japonaise
- 772 - Achèvement du Kakyō Hyōshiki 歌経標式 (aussi connu sous le nom Uta no Shiki (« Le Code de la poésie »), texte sur la poésie commandé par l'empereur Kōnin et composé par Fujiwara no Hamanari; ouvrage en un volume « la plus ancienne pièce existante de critique poétique dans le canon japonais »[1]

## Monde arabe

### Événements
- Compilation du Mufaddaliyat (avant 784) et du Mu'allaqat, principales collections de poésie arabe pré-islamique.

### Naissance de poètes arabes
- Bashâr Ibn Burd (714-784)
- Khalil ibn Ahmad (718-791)
- Al-Asmai (740-828)
- Ibrāhīm al-Maws̩ilī (742-804)
- Abū al-ʿAtāhiyya (748-828)
- Abbas Ibn al-Ahnaf (750-809) (عباس بن الأحنف)
- Aboû Nouwâs (750-813)

### Décès de poètes arabes
- 'Imran ibn Hittan, (703)
- Ibn Qays al-Ruqayyat (704)
- Layla al-Akhyaliyya (704)
- Waddah al-Yaman (708)
- Al-Akhtal (c. 640-710)
- Omar Ibn Abi Rabia (712)
- Kuthayyir (ca. 660 - ca. 723)
- Jarir ibn `Atiyah al-Khatfi (c. 728)
- Al-Farazdaq (c. 729)
- Dhu al-Rummah (735)
- Al-'Arji (738)
- Kumait Ibn Zaid (679-743)
- Al-Walid ibn Yazid (744)
- Salih ibn 'Abd al-Quddus (784)
- Bashar ibn Burd (714-784)
- Khalil ibn Ahmad (718-791)

## Europe
- Période probable de première composition des poèmes finalement compilés dans le manuscrit Beowulf

### Poètes
- Paulin d'Aquilée(c. 730/40 - 802), ecclésiastique italien et poète.
- Blathmac mac Cú Brettan, filid irlandais
- Niníne Éces, Irlandais (d. c. 700)

## Empire byzantin

### Poètes
- André de Crète (ca. 650 – 4 juillet 740)

## Asie du sud

### Poètes
- Bharavi, compose en sanskrit
- Magha, compose en sanskrit
- Saraha, compose en vieil hindi

## Source de la traduction
- (en) Cet article est partiellement ou en totalité issu de l’article de Wikipédia en anglais intitulé « 8th century in poetry » (voir la liste des auteurs).